# Hirosima
Hirosima (japánul „広島市”; „Hirosima-si”) város Japánban, a fő sziget, Honsú nyugati részén. Hirosima prefektúra székhelye és a Csúgoku régió legnagyobb városa. 1945. augusztus 6-án, a második világháború alatt atomtámadás érte.

## Története

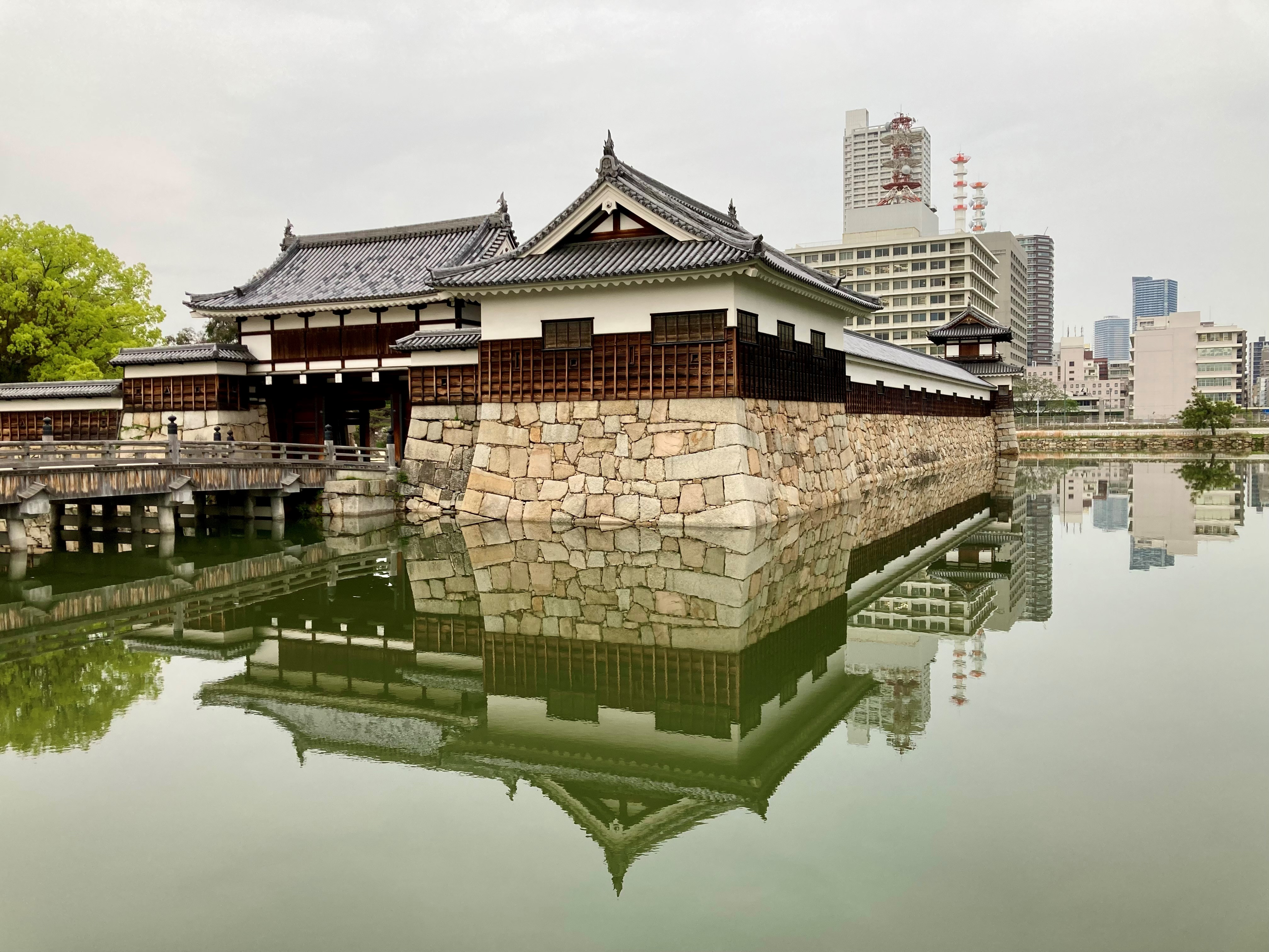
A kastély kapuja

A településen akkor köszöntött be az első fordulat, amikor 1593-ban a nagy hatalmú Móri család feje, Móri Terumoto (1553–1625) daimjó felépítette várkastélyát. A Hirosima-dzsó, a Széles-szigeti kastély adott nevet a körülötte kifejlődő városnak is. A Móri, majd a Fukusima család uralma után az Aszano család birtokába került a város. Az 1868. évi Meidzsi-restauráció vetett véget az Aszano család uralmának. 1889-ben megyei rangú város lett és kiépült a kikötője. 1894-ben indult meg Kóbe és Simonoszeki között a Hirosimát is bekapcsoló vasúti forgalom. Az 1894–95. évi orosz–japán háborúban a császári főhadiszállást a Hirosima várkastélyban rendezték be. A város ipara, kereskedelme és oktatási intézményei rohamos fejlődésnek indultak.
1940-ben, a második világháború elején 350 000 lakosa volt.

### Az atomtámadás

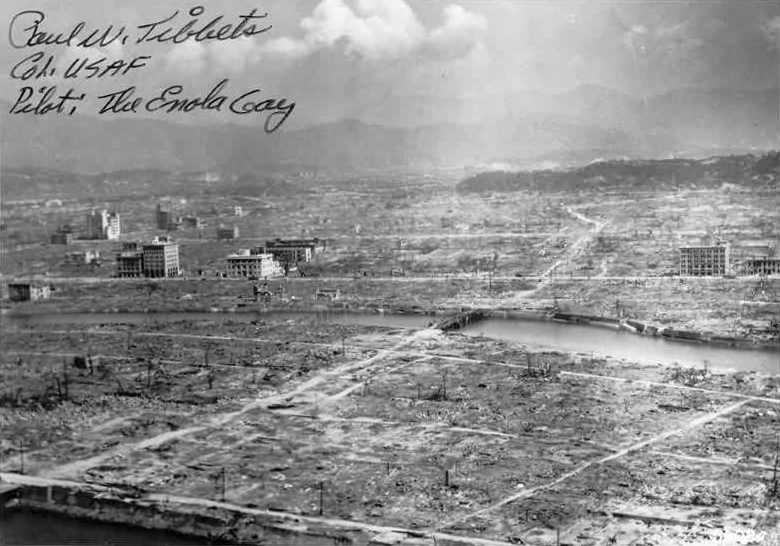
Hirosima az atomtámadás után

1945. augusztus 6-án délelőtt 8 óra 15 perckor az Amerikai Egyesült Államok légierejének egy B–29-ese, az Enola Gay, amelynek Paul Tibbets ezredes volt a parancsnoka (a gépet Tibbets anyjáról nevezték el) atombombát dobott a településre. A bombát az amerikaiak Little Boy-nak, vagyis kisfiúnak nevezték el. Urán 235-ös izotópon alapuló fissziós (maghasadás elvű), 15±20% kilotonna TNT-egyenértékű robbanó erővel rendelkező atomfegyver volt, „puska” típusú bombának megépítve. A vakító villanással és jellegzetes formájú, gomba alakú füstfelhő („gombafelhő”) kialakulásával kísért atombomba-robbanás a halottak és a romok városává tette Hirosimát. Az atomtámadás az utólagos becslések szerint 90-140 ezer ember életét követelte, 70 ezer ember azonnal meghalt, a többiek pedig később, a sugárzás okozta betegségek következtében vesztették életüket.
Két év múlva, 1947-ben Hirosima polgárai „Soha többé Hirosimát!” jelszóval tartották meg háromnapos Béke-ünnepségüket, ami azóta is a város legnagyobb ünnepe. 1949-ben a kormány a Béke és az Emlékezés Városává nyilvánította Hirosimát és rendkívüli mértékben támogatta az újjáépítést. A lakosok száma 1960-ra érte csak el a háború előtti lélekszámot, de 1972-ben már 534 000 ember élt a városban. II. János Pál pápa 1981-ben meglátogatta az Atombomba Emlékmúzeumot, ahol beszédet mondott a Béke emlékparkban összegyűlteknek.
A város egyik nevezetessége is a háborúhoz köthető, az Atombomba-dóm.

## Földrajza
Japán kikötőváros a Honsú sziget délnyugati a Szeto-beltenger öblének északi partján. A várostól északra Csúgoku hegység, délre pedig a Japán-beltengerre néző Sikoku sziget található.

### Klíma
A település éghajlata speciálisnak tekinthető a hegyvonulatok védelme és a zárt beltenger hatásai miatt. Télen kevés a csapadék és enyhe a hőmérséklet, havazás ritka a tengeri szorosokon áramló hideg levegő hatására. Tavasszal az átvonuló ciklonok növelik a csapadék mennyiségét.

## Népesség
A település népességének változása:
| Lakosok száma | 83 387 | 137 197 | 992 736 | 1 093 707 | 1 134 134 | 1 154 391 | 1 256 301 | 1 202 000 | 1 198 555 | 1 198 021 |
|               | 1889   | 1945    | 1980    | 1990      | 2000      | 2005      | 2014      | 2016      | 2017      | 2021      |

## Közlekedése
1961 óta van repülőtere.

## Ipara
Élelmiszer ipar szempontjából halászati központ, konzervipar fejlett. Nehézipara kikötő és védett hely miatt gép-, hadi-, hajóépítő ágazatokat foglal magában. Könnyűipara a környezeti alapanyagok miatt textil- és fafeldolgozáson alapul.
A város leghíresebb iparvállalata az 1920-ban Toyo Cork Kogyo Co., Ltd néven alakult, 1927-től Toyo Kogyo Co., Ltd néven működő cég, amely 1931-től gyárt gépkocsikat, a Jujiro Matsuda (magyar átírással Macuda Dzsudzsiro) cégalapító és Ahura Mazda zoroasztrikus istenség (a „Bölcsesség Ura”) nevéből képzett Mazda (ejtsd kb. „madzüda”) néven, amely 1984 óta a cég hivatalos elnevezése is. Jelenleg is a két hirosimai gyáregységben készülnek a Mazda MX-5 modellek és különböző városi terepjárók (CX-30, CX-5, CX-9, 2023 decemberéig a CX-8 is).